# Diocesi di Volturno

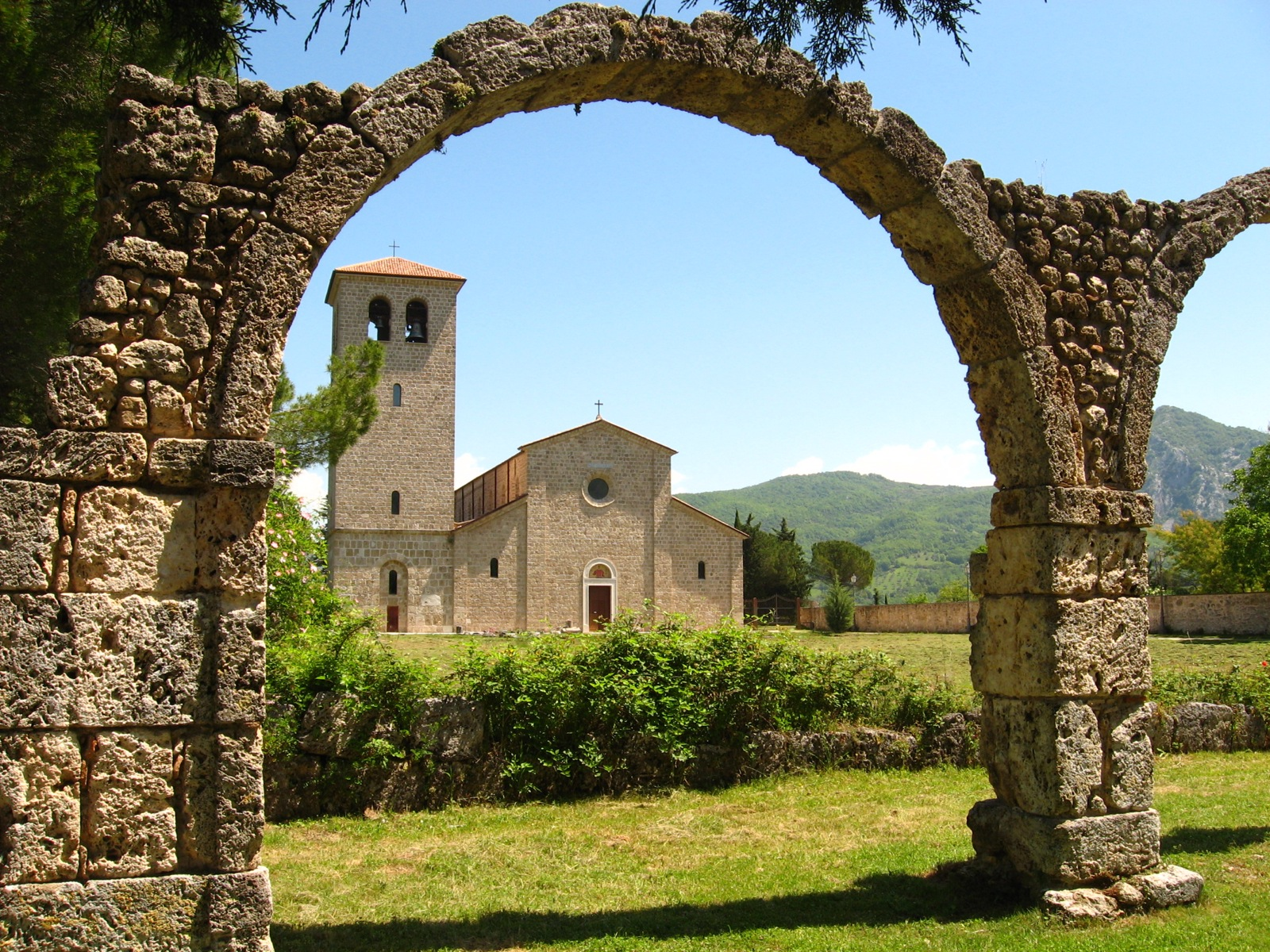
L'abbazia di San Vincenzo al Volturno, risalente all'VIII secolo.

La diocesi di Volturno (in latino Dioecesis Volturnensis) è una sede soppressa e sede titolare della Chiesa cattolica.

## Storia
Volturno è un'antica sede episcopale della Campania. Nota ai Romani con il nome di Volturnum, corrisponde all'odierna città di Castel Volturno.
Non si conosce l'origine della diocesi, anche se la tradizione attribuisce a san Castrese la sua fondazione.
L'unico vescovo conosciuto è Pascasio, documentato in diverse occasioni tra la fine del V secolo e gli inizi del VI. Il 1º marzo 499, Pascasius, episcopus ecclesiae Vulturnensis prese parte al sinodo romano indetto da papa Simmaco nella basilica di San Pietro a Roma. È presumibilmente da identificare con l'omonimo vescovo, menzionato senza indicazione della sede di appartenenza nella lista dei vescovi che presero parte al sinodo indetto da papa Gelasio I nel maggio 495. Pascasio è ancora documentato in un altro concilio indetto nel mese di ottobre del 502 a Roma dal re Teodorico, e forse anche in quello convocato da papa Simmaco nel mese di novembre dello stesso anno, dove però non è indicata la sede di appartenenza del vescovo Pascasio.
L'ecclesia vulturniana è ancora ricordata nell'epistolario di papa Pelagio I (556-561). Nell'epistolario di Gregorio Magno vi sono due lettere del gennaio 599 dove si parla dell'ecclesia Cubulterna, che in passato alcuni autori hanno attribuito alla diocesi di Volturno; in realtà queste citazioni sono da identificare con Cubulteria nel comune di Alvignano. La diocesi di Volturno molto verosimilmente scompare nella seconda metà del VI secolo e il suo territorio annesso a quello dell'arcidiocesi di Capua.
Nel corso dell'VIII secolo nel territorio dell'antica diocesi, alle sorgenti dell'omonimo fiume, sorse il noto monastero di San Vincenzo, attualmente in Molise.
Dal 1966 Volturno è annoverata tra le sedi vescovili titolari della Chiesa cattolica; dal 9 novembre 2012 l'arcivescovo, titolo personale, titolare è Angelo Vincenzo Zani, archivista e bibliotecario emerito di Santa Romana Chiesa.

## Cronotassi

### Vescovi
- Pascasio † (prima del 495 - dopo il 502)

### Vescovi titolari
- Joseph Schröffer † (2 gennaio 1968 - 24 maggio 1976 nominato cardinale diacono di San Saba)
- Giuseppe Ferraioli † (31 maggio 1976 - 31 gennaio 2000 deceduto)
- Fernando Filoni (17 gennaio 2001 - 18 febbraio 2012 nominato cardinale diacono di Nostra Signora di Coromoto in San Giovanni di Dio)
- Angelo Vincenzo Zani, dal 9 novembre 2012